# Alexander Ellis

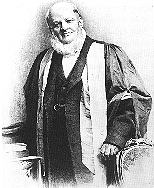
Alexander Ellis

Alexander John Ellis (ook Alexander Sharpe) (14 juni 1814 - 28 oktober 1890) was een Engels filoloog en musicoloog.  Ellis werd bekend door zijn vertaling en becommentariëring van On the Sensations of Tone van Hermann von Helmholtz waarin hij onder meer de cent als eenheid voor muzikale intervallen introduceerde.